# Xã Salt River, Quận Knox, Missouri
Xã Salt River (tiếng Anh: Salt River Township) là một xã thuộc quận Knox, tiểu bang Missouri, Hoa Kỳ. Năm 2010, dân số của xã này là 249 người.